# Вторжение (фильм, 2006)
«Взлом и проникновение» (англ. Breaking and Entering) — фильм режиссёра Энтони Мингеллы 2006 года. Фильм получил рейтинг R в рейтинговой системе MPAA (см. Система рейтингов Американской киноассоциации): дети до 17 лет допускаются на фильм только с родителями (за сексуальное содержание и лексику).

## Сюжет
Трижды став жертвой кражи со взломом и поняв, что на полицию надежды мало, ландшафтный архитектор Уилл Фрэнсис решает лично выследить вора. Он и помыслить не мог, что делает шаг, который полностью изменит его жизнь. Ведь грабителем оказывается сын красавицы вдовы Амиры, боснийской беженки, которая задевает в душе скучного лондонца такие струны, о наличии которых тот даже не подозревал. Скрыв от неё факт криминального поведения любимого сына, Уилл заводит знакомство с предметом своего внезапного увлечения, предчувствуя, что их странно завязавшиеся отношения скоро удивительным образом изменят его жизнь. Вот только есть одна проблема: у Уилла есть жена и дочь, которых он любит и совсем не хочет причинять им боль. Что ж, любовь не преступление — но иногда она так похожа на наказание…

## В ролях
- Джуд Лоу — Уилл Фрэнсис
- Жюльетт Бинош — Амира Симич
- Робин Райт Пенн — Лив
- Рафи Гаврон — Мирсад «Миро» Симич
- Рэй Уинстон — Бруно Фэлла
- Вера Фармига — Оана
- Мартин Фриман — Сэнди
- Эд Вествик — Зоран
- Велибор Топич — Владо
- Рад Лазар — Драган
- Поппи Роджерс — Биотрис
- Анна Чанселлор — Кейт
- Джульет Стивенсон — Розмари
- Марк Бентон — Ледджи
- Тинг-Тинг Ху — Уэй-Пинг
- Элинор Мацуура — Руби